# José Guerra Lozano
José Guerra Lozano (Córdoba, 1880 - 1936) fue un político español, perito agrícola, al comienzo de la guerra civil española era presidente de la Diputación Provincial de Córdoba. Apresado por los sublevados, fue fusilado pocos días después.

## Biografía
De profesión perito agrícola, fue concejal del Ayuntamiento de Córdoba, para pasar a ser en 1931 el primer presidente de la Diputación Provincial de Córdoba de la Segunda República. En su primer mandato racionalizó las comunicaciones provinciales, diseñando las primeras carreteras a la Sierra y mejoró el funcionamiento del Hospital Provincial. 
El 18 de julio de 1936, intentó resistir junto a otros, entre los que se encontraban el alcalde Manuel Sánchez-Badajoz y los diputados socialistas Vicente Martín Romera y Manuel Castro Molina, en la propia sede del Gobierno Civil. Sin embargo, los sublevados pudieron reducir con relativa facilidad su resistencia, siendo detenido. 
El médico encargado de certificar las muertes después de los fusilamientos era amigo personal, por lo que le propuso un plan para huir a Madrid, pero Guerra se negó alegando que no había hecho nada malo para tener que huir de la legalidad. Finalmente, fue trasladado al lugar del fusilamiento en el vehículo del médico, donde fue sedado antes de ser fusilado.[cita requerida]
Fue fusilado en la noche del 18 de agosto de 1936, ignorándose la hora y el lugar. Sus restos mortales descansan el cementerio de San Rafael de la ciudad de Córdoba.